# 何博文
何博文（1973年6月27日—），臺灣政治人物、政治評論人，民主進步黨籍，現任民進黨副秘書長，曾任代理秘書長，民進黨新北市黨部主任委員、新北市議員（板橋區）、民進黨臺灣民主學院主任、新台灣國策智庫研究員。

## 早年
何博文出生於臺中市。畢業於臺灣省立豐原高級中學後，他自中國文化大學新聞系取得學士學位。何博文患有先天性心臟病，而符合免役體位。
曾任《民眾日報》、《新新聞》、《中國時報》政治記者。三立新聞台《大話新聞》和JET綜合台《新聞挖挖哇》的固定來賓。寶島新聲電台、綠色和平電台與快樂廣播電台主持人。

## 參政
2012年，何博文代表民主進步黨參與新北市第一選舉區（淡水區）立法委員選舉，但敗於中國國民黨籍的吳育昇。
2014年，獲民進黨提名，投入新北市議會議員選舉，選區為第四選舉區板橋區，以35,304票、12.89%得票率當選。2018年，連任新北市議員。
2022年3月，何博文宣布不再於年底選舉中尋求連任，並支持其服務處主任黃淑君競選新北市議員。隨後他宣布投入2024年板橋區立委選舉，後經黨主席賴清德親自出面溝通而再度角逐淡水區立委。2023年3月21日，淡水區前立委呂孫綾宣布放棄登記立委初選。4月18日，何博文勝過彭莉惠順利獲得淡水區的立委提名。
2024年1月13日，在立委選舉中敗給國民黨爭取連任的洪孟楷，以近五萬票的大幅差距落敗。
2024年2月7日，出任民進黨副秘書長。
2025年7月30日，出任民進黨代理秘書長至新任秘書長徐國勇接任為止。

## 言論與爭議

### 一人卡五洞
2023年3月，地方傳出他「一人卡五洞」，有意挑戰板橋東區的英系立委羅致政、板橋西區的蘇系立委張宏陸、三重區正國會立委余天不續任的空缺，亦傳考慮淡水區或不分區立委。何博文臉書貼文痛責「這樣惡毒攻擊的傳言都說得出口，讓人深感遺憾」。2023年3月21日，淡水區前立委呂孫綾宣布放棄登記立委初選。4月18日，何博文勝過彭莉惠順利獲得淡水區的立委提名。

### 論文抄襲撤銷碩士學位
2023年9月1日，正值何博文參選新北市第一選區立委時期，國民黨文傳會公開指控何博文在淡江大學的碩士學位論文涉嫌抄襲相似度比例高達58%。何博文回應，表示其碩士論文在經快刀系統比對，論文前半部相似度17.35%，後半部相似度11.97%，整部論文相似度平均14.66%，相似度並未超過淡大所設立之標準，他願意配合接受學術倫理委員會審查。2023年9月8日何博文表示，在學倫會調查結果出爐前，不會對此學歷作任何運用。2023年9月9日，國民黨正式向淡大提出檢舉，將於3個月內產生結果。

2023年12月28日，淡江大學歷經審查，確定何博文違反學術倫理情事，撤銷其碩士學位。

## 選舉紀錄
| 年度 | 選舉屆數             | 選舉區           | 所屬政黨   | 得票數  | 得票率 | 當選標記 | 備註 |
| ---- | -------------------- | ---------------- | ---------- | ------- | ------ | -------- | ---- |
| 2012 | 第八屆立法委員選舉   | 新北市第一選舉區 | 民主進步黨 | 90,125  | 42.44% |          |      |
| 2014 | 第二屆新北市議員選舉 | 新北市第四選舉區 | 民主進步黨 | 35,304  | 12.89% |          |      |
| 2018 | 第三屆新北市議員選舉 | 新北市第四選舉區 | 民主進步黨 | 26,508  | 9.35%  |          |      |
| 2024 | 第十一屆立法委員選舉 | 新北市第一選舉區 | 民主進步黨 | 106,454 | 39.41% |          |      |

## 外部連結
- 何博文的Facebook專頁
- 何博文的Plurk專頁
- YouTube上的何博文服務處頻道

| 政党职务      | 政党职务                                    | 政党职务      |
| ------------- | ------------------------------------------- | ------------- |
| 民主進步黨    |                                             |               |
| 前任： 許嘉恬 | 民主進步黨副秘書長 2024年2月7日－           | 繼任： 現任   |
| 前任： 林右昌 | 民主進步黨秘書長 代理 2025年7月30日－2025年 | 繼任： 徐國勇 |